# Desa Cipeundeuy (administrativ by i Indonesien, Jawa Barat, lat -6,74, long 107,36)
Desa Cipeundeuy är en administrativ by i Indonesien.   Den ligger i provinsen Jawa Barat, i den västra delen av landet, 80 km sydost om huvudstaden Jakarta. Desa Cipeundeuy ligger vid sjön Waduk Cirata.